# Łódka (rzeka)
W treści tego artykułu od 2009-06 występują prawdopodobnie wyrażenia zwodnicze, co nie jest zgodne z zasadami przyjętymi w Wikipedii.
Dokładniejsze informacje o tym, co należy poprawić, być może znajdują się w dyskusji tego artykułu.
 Po wyeliminowaniu niedoskonałości należy usunąć szablon {{Dopracować}} z tego artykułu.
Łódka – rzeka w Łodzi do XIX wieku zwana Starowiejską lub Ostrogą. Nad jej brzegami, w XIII wieku, powstała osada, która dała początek Łodzi. Rzeka ma całkowitą długość 20 km, z czego 15,6 km znajduje się w granicach administracyjnych miasta. Źródła rzeki znajdują się na przepuście drogowym pod ul. Brzezińską, na wysokości skrzyżowania z ul. Giewont. Ujście znajduje się w Konstantynowie Łódzkim, gdzie rzeka wpada do Neru. 
Koryto rzeki Łódki jest bardzo zróżnicowane. Początkowo, na wschodzie miasta, Łódka płynie jako coraz silniej wykształcająca się bruzda, która tylko okresowo prowadzi wody. Przyjmując również okresowe dopływy przekształca się w rów. Pod ulicami Strykowską i Wojska Polskiego przepływa przepustami drogowymi i na wysokości Akademii Sztuk Pięknych tworzy malowniczą dolinę. Kolejne odcinki rzeki są coraz silniej zmodyfikowane. Łódka ma charakter kanału na nieznacznej długości ukrytego pod powierzchnią ziemi. Wpływając do parku Ocalałych rzeka zasila widokowy zbiornik zaporowy zbudowany na jej korycie. Następnie przyjmuje lewostronny dopływ zwany Stoczanką i kieruje się w stronę ulicy Źródłowej, od której ujęta jest w kanał kryty. Łódka płynie pod ziemią przez park Helenów, park Staromiejski (tzw. Śledzia) oraz tereny Manufaktury, a następnie wzdłuż ulicy Drewnowskiej i Solec kierując się do parku im. J. Piłsudskiego na Zdrowiu. Ze względu na jakość jej wód Łódka została odcięta od możliwości zasilania stawów w parku Helenów.
Na obszarze parku na Zdrowiu, poniżej ulicy Orzechowej wypływa na powierzchnię. Od tego momentu płynie trapezowym kanałem, przyjmując na wysokości ulicy Rzeszowskiej prawostronnie dopływającą Bałutkę. Poniżej parku na Zdrowiu Łódka płynie wzdłuż północnej granicy Ogrodu Botanicznego, a następnie osiedli Brus i Smulsko. Następnie przepływa przez miasto Konstantynów Łódzki, w granicach którego uchodzi do Neru. Jej koryto jest odkryte, bardzo silnie uregulowane. Wyprostowanie koryta, zniszczenie naturalnych stref roślinności przybrzeżnej i wodnej, znacząco wpływa na zmniejszenie możliwości samooczyszczania się rzeki, która jest obciążana nieoczyszczonymi ściekami bytowo-gospodarczymi. Takie zabiegi powodują również bardzo szybkie odprowadzanie wód powierzchniowych, co przy znikomej możliwości retencjonowania wody w obszarze zlewni powoduje zmniejszanie się zasobów wód gruntowych. 
Na cieku rzeki funkcjonowało wiele stawów. Były to sztucznie utworzone stawy młyńskie. Największym z nich był Staw Grobelny. Można powiedzieć, że jego pozostałością są stawy w Parku Helenów. Inne zbiorniki znajdujące się w zlewni Łódki utworzone są w parku na Zdrowiu oraz na terenie Ogrodu Botanicznego i Zoologicznego. Żaden z nich nie przyjmuje zanieczyszczonych wód rzeki Łódki. W latach ubiegłych powstała koncepcja utworzenia zbiornika zaporowego Brus. Przyjęcie jej do realizacji będzie wymagało zatrzymania dostawy zanieczyszczeń do rzeki oraz odtworzenie możliwości samooczyszczania jej wód. Na skutek przeprowadzonych modyfikacji koryta, odprowadzania ścieków z nielegalnie podłączonych źródeł punktowych, a także przyjmowania ścieków opadowych, spłukujących zanieczyszczenia z obszaru miasta, będzie to zadanie trudne i kosztowne do wykonania. Obserwując jednak rolę rzek dla obrazu miasta, a także życia i zdrowia mieszkańców, wydaje się, że takie wydatki zwrócą się stosunkowo szybko.
Najbardziej szczegółowy opis rzeki pochodzi z 1860. Przeciętna głębokość wynosiła tylko 30 cm, a szerokość nie przekraczała 2 metrów. Rzeka była mała, ale kapryśna – często wylewała (m.in. w marcu 1886 i 1887). Stały nad nią młyny: Grobelny w rejonie Starej Wsi oraz młyn Mania.
Łódka tylko w pierwszym okresie tworzenia Łodzi włókienniczej pełniła funkcje przemysłowe zasilając w wodę: farbiarnię Saengera od 1823, a później mydlarnię, rzeźnię i browar w rejonie Starego Miasta; młyn Mania, który przebudowano na folusz, a następnie syn Gustawa Zacherta, Maurycy, wybudował tu przędzalnię wełny.
Po 25 latach, w 1859 Abraham Prussak zbudował przy ulicy Kościelnej w rejonie cieku Łódki przędzalnię wełny. Później dołączyli do niego: Robert Biedermann – fabryka bawełny (ul. Widzewska 2 i 3 oraz Smugowa 11), Karol Anstadt – browar (ul. Średnia), Izrael Poznański – fabryka bawełny (ul. Ogrodowa).
W 1933 wyregulowano rzekę dla potrzeb miejskich i kanalizacyjnych.